# Verbascum
Verbascum (Lumânărică) este un gen de plante din familia  Scrophulariaceae.
Vezi: Lumânărică

## Specii
Cuprinde circa 225 specii.